# Chlorophorus perornatus
Chlorophorus perornatus es una especie de insecto coleóptero de la familia Cerambycidae. Estos longicornios son endémicos de la isla de Timor.
Mide unos 14 mm.